# Nuevo León
Nuevo León er en stat i det nordlige Mexico. Mod nord og øst deler den grænse med den mexicanske stat Tamaulipas, mod syd San Luis Potosí og mod vest Coahuila. Mod nord deler Nuevo Leon en kort grænse med Texas i USA. Hovedstaden hedder Monterrey. ISO 3166-2-koden er MX-NLE.
- Wikimedia Commons har flere filer relateret til Nuevo León

1. ↑  web.archive.org (fra Wikidata).